# ギンゴケ
ギンゴケ（Bryum argenteum）は、蘚類に分類されるコケ植物。コンクリートの間などにも生育している。

## 分布
日本を含む世界中に分布。温帯などに多く見られるが、南極大陸にも生育している。他のコケ植物や地衣類と同所的に生育していることも多い。

## 形態

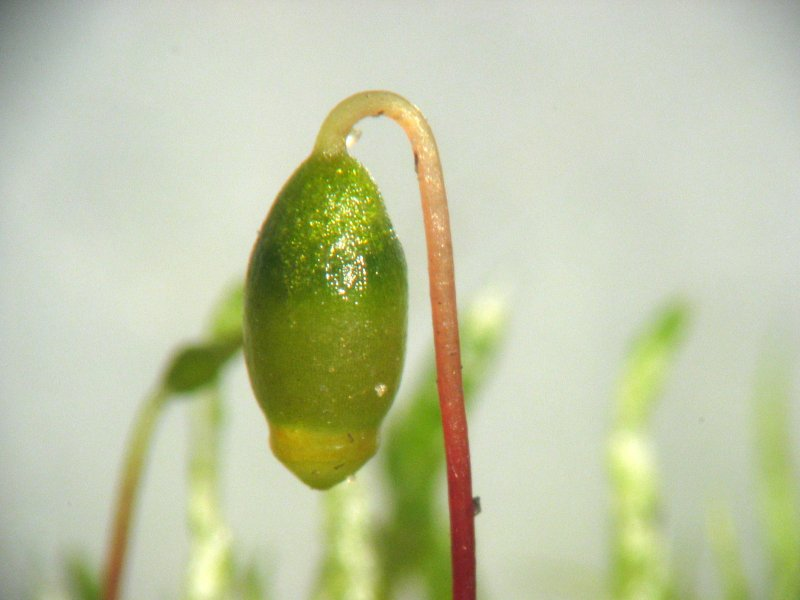
胞子体

茎は長さ1cm程度で、葉は茎に重なり合ってつく。茎には少量の仮根をつける。葉は先が尖った卵形で、中肋が1本ある。葉の長さは0.5-1cm。葉の先端近くはやや透明になる。植物群落全体は灰緑色から白緑色になる。
胞子体は約1cmの柄の先端につき、蒴は卵形。
染色体数はn=10。かつてはn=20の倍数体が南極に生育しているとされたが、これはのちにオオハリガネゴケの一型であるとされた。

## 利用
ギンゴケは、庭土や畑、都会のコンクリートのすきまにまで広く生育しているため、土壌などから吸収した重金属類の量を測定することで、大気汚染の度合いを推定することが出来ると期待されている。また南極などの苛酷な環境に生育しているため、その凍結、乾燥耐性に関する生理機構を調べることで、宇宙空間のような極限環境に対する耐性機構を推定し、宇宙生物学の基礎的データを得ようとする研究もある。